# Калорган
Калорган (фр. Calorguen) је насељено место у Француској у региону Бретања, у департману Приморје.
По подацима из 2011. године у општини је живело 674 становника, а густина насељености је износила 79,48 становника/km².

## Демографија
| 1962. | 1968. | 1975. | 1982. | 1990. | 2011. |
| ----- | ----- | ----- | ----- | ----- | ----- |
| 507   | 506   | 450   | 497   | 508   | 674   |